# Droga krajowa B19 (Niemcy)
Droga krajowa 19 (niem. Bundesstraße 19, B 19) – niemiecka droga krajowa przebiegająca  z północy na południe: z Eisenach przez Meiningen, Würzburg, Schwäbisch Hall, Ulm, Kempten (Allgäu), do Oberstdorfu w Bawarii.

## Miejscowości leżące przy B19

### Turyngia
Eisenach, Wilhelmsthal, Eterwinden, Waldfisch, Moorgrund, Witzelrode, Barchfeld, Breitungen, Wernshausen, Schwallungen, Wasungen, Walldorf, Meiningen.

### Bawaria
Werneck, Eßleben, Opferbaum, Bergtheim, Unterpleichfeld, Kürnach, Würzburg, Giebelstadt, Herchsheim, Euerhausen, Kempten (Allgäu), Waltenhofen, Seifen, Stein, Immenstadt-Süd, Sonthofen, Fischen im Allgäu, Oberstdorf.

### Badenia-Wirtembergia
Bernsfelden, Harthausen, Igersheim, Bad Mergentheim, Stuppach, Rengershausen, Dörzbach, Hohebach, Stachenhausen, Künzelsau, Kupferzell, Untermünkheim, Schwäbisch Hall, Westheim, Gaildorf, Sulzbach-Laufen, Untergröningen, Abtsgmünd, Hüttlingen, Aalen, Oberkochen, Königsbronn, Heidenheim, Herbrechtingen, Ulm.

## Historia
Pierwsze fragmenty utwardzonej drogi powstały w okolicach 1780 i prowadziły z Meiningen do Würzburga. Przez górzyste tereny prowadziła niemalże po linii prostej. Wyznaczona 1932 Reichsstrasse 19 prowadziła podobnie jak dzisiejsza B19 z Eisenach do Oberstdorfu.